# Ženevská konference (1954)

Ženevská konference (1954)

Ženevská konference (26. duben – 21. červenec 1954) byla konference konaná v Ženevě, na které se řešila dvě témata. Prvním bylo hledání možností, jak sjednotit Koreu a druhým tématem byly možnosti nastolení míru v Indočíně.
Jednání se zúčastnily Sovětský svaz, Spojené státy, Francie, Spojené království, Čína a Indie, přizváni byli také zástupci stran sporů v Indočíně. Jednání se zúčastnily i země OSN které měly své armády v korejské válce a země, které ukončily indočínskou válku mezi Francií a osvobozeneckým hnutím Viet Minh.
Výsledkem konference bylo ukončení bojů v Indočíně a nezávislost Kambodže a Laosu. Indočínský spor byl ukončen rozdělením Vietnamu a stanovením hranic mezi komunistickým Severním Vietnamem a Jižním Vietnamem. Otázka sjednocení Koreje nebyla vyřešena.